# Upadek Faetona

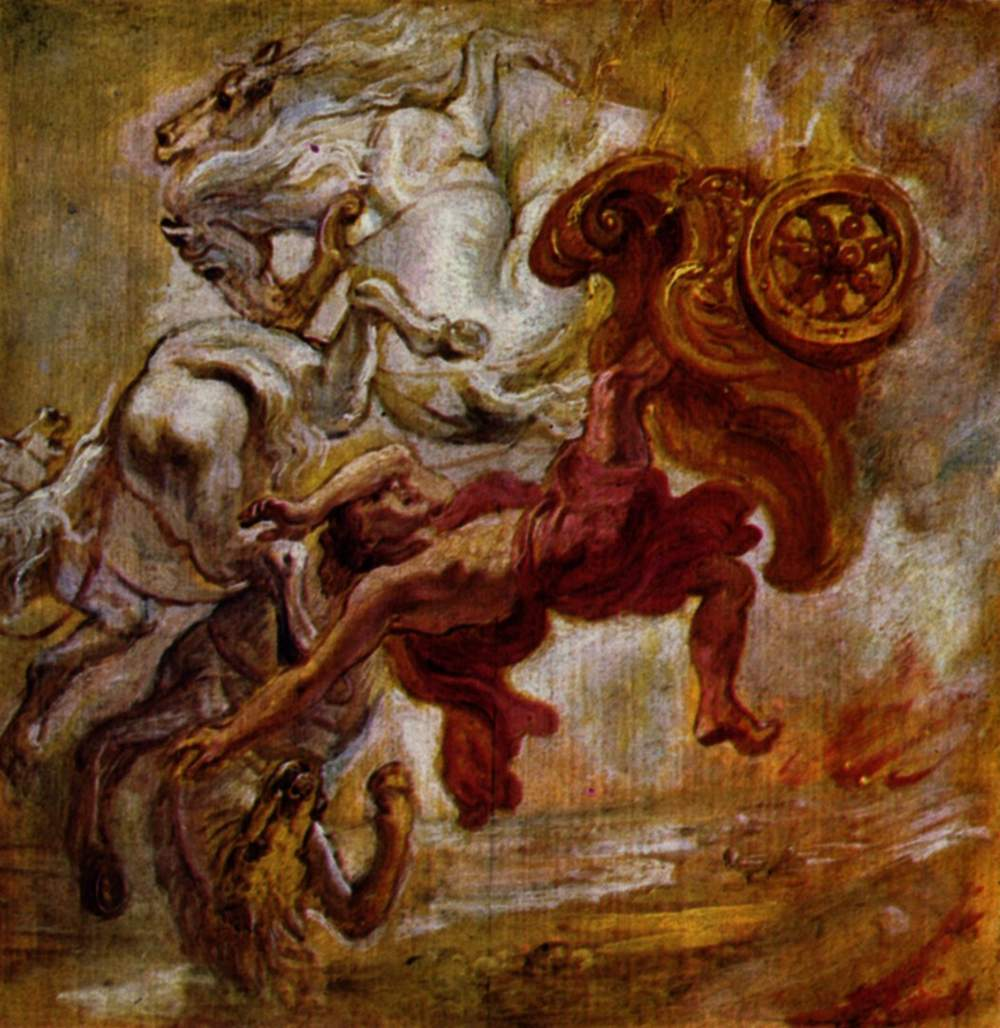
Rubens, Studium do Upadku Faetona z 1636 (28,1 × 27,5 cm). Bruksela, Royal Museums of Fine Arts

Upadek Faetona (niderl. De val van Phaëton) – obraz flamandzkiego malarza Petera Paula Rubensa, z 1605 roku, znajdujący się w zbiorach National Gallery of Art w Waszyngtonie.

## Geneza
Temat obrazu został zaczerpnięty z Metamorfoz, Owidiusza. Epizod opowiada o Faetonie, synu Heliosa, który wyprosił u ojca przejażdżkę słonecznym rydwanem po sklepieniu niebieskim. Młodzieniec wraz z trzema Horami wyruszył w podróż, lecz konie poniosły i Faeton stracił kontrolę nad zaprzęgiem. Rydwan zszedł bardzo nisko i począł palić wszystko na swojej drodze, a gdy Ziemia stanęła w ogniu Jowisz postanowił interweniować. Chciał zrzucić na Ziemie pioruny, lecz nie miał chmur, dzięki którym je ciskał. Ich brak powodował brak deszczu, po którym sam mógł zejść na Ziemię.

Zagrzmiał i zamachnąwszy się prawicą, piorun w rydwan cisnął, roztrzaskał wóz razem z woźnicą. Ogniem tłumił ogień. Spłoszyły się konie, skoczyły nazad, szyje wyrwały z uprzęży, poszarpały cugle. Tu padłu lejce, tu os od dyszla urwana, tutaj szprychy połamanych kół, leżą wokoło rozrzucone szczątki roztrzaskanego wozu (Owidiusz, Metamorfozy 2, 306-329)

## Opis obrazu
Rubens namalował Upadek Faetona w Rzymie. Kontynuował pracę nad obrazem przez kilka lat. Jego studium dzieł największych renesansowych twórców wpłynęło na kompleksowość póz i dynamikę zmysłów. Oświetlenie ujawnia uwagę, jaką malarz poświęcił analizie dzieł weneckich artystów. Rubens wybrał motyw, który stanowił przestrogę ku zachowaniu powściągliwości i odpowiedzialności, nawiązując tym samym do własnych poglądów filozoficznych.
Na obrazie widać wpływy różnych mistrzów i ich dzieł, m.in. Leonarda da Vinci, fresku Giulia Romana z Mantui, obrazu Michała Anioła, gdzie znajdują się spadające konie czy płócien Tintoretta od którego zapożyczył grę świateł. Przedstawiona scena jest pełna dynamiki. Z prawej strony widać roztrzaskany rydwan, spadającego głową w dół Faetona i dwa konie: jeden spadający na ziemię, a drugi stojący dęba. Po lewej stronie ukazane zostały Hory odziane w powiewające szaty oraz kilka aktów kobiecych w różnej perspektywie. U dołu obrazu widać palącą się Ziemię. Mocnej czerwieni kontrastuje jasne światło u góry i słońce jako symbolizujące Jowisza.
W 1636 roku Rubens wykonał studium o tym samym tytule. Ukazał na nim trzy powykrzywiane w różne strony sylwetki koni oraz Faetona spadającego głową w dół. Sposób wykonania i modelunek sylwetek koni i młodzieńca wskazują, iż artysta skupił się nad tymi pierwszymi.